# Three Billboards Outside Ebbing, Missouri
Three Billboards Outside Ebbing, Missouri er en britisk-amerikansk film fra 2017. Filmen, der er en sort komediekrimi, er skrevet, produceret og instrueret af Martin McDonagh, og Frances McDormand, Woody Harrelson og Sam Rockwell er nogle af de centrale medvirkende. Filmen følger en mor, der efter at politiet i den lille by, hun bor i, ikke har kunnet finde en gerningsmand til mordet på hendes datter, sætter tre store skilte op for at gøre offentligheden opmærksom på den uopklarede forbrydelse og derved skaber en polarisering i byen.
Filmen var med i hovedkonkurrencen ved Filmfestivalen i Venedig, hvor den fik premiere 4. september 2017. Den blev også vist på Toronto Film Festival 2017, hvor den modtog den vigtigste pris, People's Choice Award.
Filmen vandt fire priser ved Golden Globe-prisuddelingen i januar 2018: Bedste dramafilm, bedste kvindelige hovedrolle i et drama (Frances McDormand), bedste mandlige birolle i et drama (Sam Rockwell) og bedste manuskript (Martin McDonagh). Derudover vandt Mcdormand også Oscar for bedste kvindelige hovedrolle og Sam Rockwell en for bedste mandlige birolle.

## Medvirkende
- Frances McDormand som Mildred Hayes
- Woody Harrelson som sherif Bill Willoughby
- Sam Rockwell som betjent Jason Dixon
- John Hawkes som Charlie Hayes
- Peter Dinklage som James
- Lucas Hedges som Robbie Hayes
- Abbie Cornish som Anne Willoughby
- Samara Weaving som Penelope
- Caleb Landry Jones som Red Welby
- Clarke Peters som Abercrombie